# 朱斯蒂娜·布雷萨-布歇
朱斯蒂娜·布雷萨-布歇（法語：Justine Braisaz-Bouchet，1996年7月4日—）生于萨瓦省阿尔贝维尔，是一名法国女子冬季两项运动员。她一开始练习的是高山滑雪，11岁时她改练北欧两项，15岁时她又转项练习冬季两项。2014年12月，她在奥地利霍赫菲尔岑完成了自己的世界杯分站赛首秀。